# Грабішев (Згерський повіт)
Грабішев (пол. Grabiszew) — село в Польщі, у гміні Згеж Згерського повіту Лодзинського воєводства.
Населення — 81 особа (2011).
У 1975-1998 роках село належало до Лодзинського воєводства.

## Демографія
Демографічна структура станом на 31 березня 2011 року:
|          | Загалом | Допрацездатний вік | Працездатний вік | Постпрацездатний вік |
| -------- | ------- | ------------------ | ---------------- | -------------------- |
| Чоловіки | 42      | 15                 | 20               | 7                    |
| Жінки    | 39      | 9                  | 20               | 10                   |
| Разом    | 81      | 24                 | 40               | 17                   |